# WTSD（电台）
WTSD（1190 kHz）是一家商业AM广播电台，注册地为弗吉尼亚州利斯堡，主要面向华盛顿都会区播出体育类节目。该台归波托马克广播集团（Potomac Radio Group, Inc.）所有，自2023年1月起由iHeartMedia接手运营，现为其广播网络的一员。WTSD的发射设施位于弗吉尼亚州阿什本，并作为福克斯体育广播网络的加盟台运作。

## 历史

### WAGE
该电台于1958年3月6日首次开播。其原始呼号为WAGE，在1290千赫兹频道播出。最初的演播室和发射台位于利斯堡劳登县高中后面的一片空地上。至今，演播室所在的街道仍被命名为Wage Drive。 
1985 年，WAGE 升至 1200千赫兹，允许使用更强的全时信号。 虽然WAGE在其整个历史中都报道地方新闻，但其格式多年来发生了变化，从古典音乐到轻音乐、乡村音乐，再到中庸音乐。 
2005年，WAGE通过其子公司Potomac Radio, Inc. 被出售给华盛顿都会区的另一家广播电台WUST所拥有的新世界广播集团（New World Radio Group）。WAGE的本地节目于2007年结束。

### 增加发射功率
2008年10月29日，WAGE 获得联邦通信委员会(FCC) 的许可，迁移到1190千赫兹，并将功率提升至5万瓦。
2009年8月2日，WAGE 因“严峻的经济形势”以及电台正在尝试将频率移至AM 1190并将功率提高至5万瓦而停播。2010年4月21日，FCC批准了WAGE的申请，将其白天功率提高至5万瓦，夜间功率从不同的天线站点提高至1300瓦，同时将频率移至1190千赫兹。由于现有发射站面积不足以容纳所需的发射塔，该电台也被迫迁出利斯堡。

### 中国国际广播电台（CRI）与WCRW
该电台于2011年4月11日恢复播出，播放中国国家广播机构中国国际广播电台(CRI) 的节目，CRI 是被美国政府指定的外国代理人  节目。为反映这些节目，电台的呼号改为WCRW。
2015年11月2日，有报道称，美国联邦通信委员会（FCC）将对WCRW电台是否受中国国家广播机构中国国际广播电台（CRI）控制展开调查。同时，美国司法部也宣布启动相关审查，以确定CRI是否履行了《外国代理人登记法》（FARA）所规定的法律义务。据路透社披露，WCRW约60%的播出时段由CRI旗下的一家子公司租用。
WCRW于2017年获得1200瓦夜间发电量，并由此从D级升级至B级。该电站于2018年5月4日获准开始夜间试运行。
2018年9月，新世界广播集团将WCRW出售给了无关的波托马克广播集团，后者由Marquee Broadcasting所有者Brian和Patricia Lane部分拥有。 此次出售于2019年1月2日完成，售价为75万美元。
2022年1月，波托马克广播集团放弃了中国国际广播电台（CRI）。波托马克广播根据《外国代理人登记法》的规定披露，2019年至2021年期间，中国国际广播电台和中国环球电视网已向该公司支付了超过400万美元用于播放其节目。

### 由 iHeartMedia 运营
2022年12月30日，根据一项为期三年的本地营销协议，iHeartMedia于2023年1月4日开始运营该电台，同时将呼号更改为WTSD。iHeartMedia利用WTSD推出了一个名为“iHeart Sports DC”的体育节目，该节目包含福克斯体育广播电台和拉斯维加斯统计与信息网络的节目，该节目也在WWDC的HD2频道同步播出，取代了脱口秀电台“WONK-FM”。 